# 四所駅
四所駅（ししょえき）は、京都府舞鶴市上福井にある、WILLER TRAINS（京都丹後鉄道）宮津線の駅である。駅番号はM9。「宮舞線」の愛称区間に含まれている。
普通列車のみ停車する。駅の愛称は「四所しだれ桜公園駅」。

## 歴史

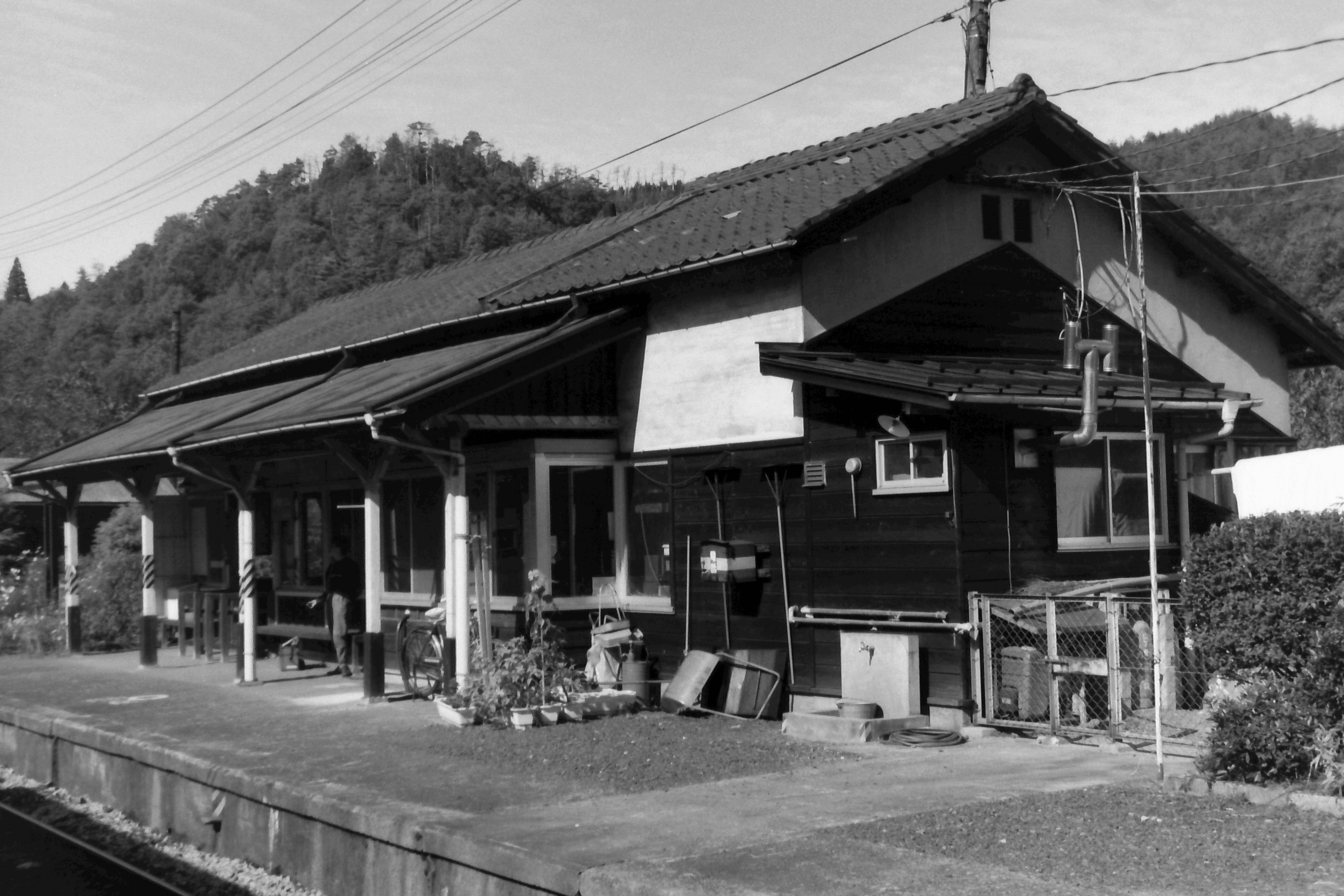
旧駅舎（1988年11月）

- 1924年（大正13年）4月12日：国有鉄道舞鶴駅（現・西舞鶴駅） - 宮津駅間開業時に設置[1][2]。
- 1961年（昭和36年）10月1日：貨物の取り扱いを廃止[2]。
- 1970年（昭和45年）10月1日：荷物扱い廃止[2]。
- 1987年（昭和62年）4月1日：国鉄分割民営化により、西日本旅客鉄道の駅となる[1][2]。
- 1990年（平成2年）4月1日：宮津線が北近畿タンゴ鉄道に移管され、同社の駅となる[1]。
- 1996年（平成8年）3月29日：現在の駅舎が竣工。
- 2014年（平成26年）3月：「四所しだれ桜公園駅」と、愛称が設定される[3]。
- 2015年（平成27年）4月1日：WILLER TRAINSへの移管により、京都丹後鉄道宮舞線の駅となる。

## 駅構造
相対式ホーム2面2線を有し、列車交換が可能な地上駅。駅舎はこの付近に関所があったことから、関所をイメージしたデザインとなっている。駅舎には公衆トイレと待合室が設置されている。無人駅であり、自動券売機等は設置されていない。
西舞鶴駅方からみて南から西へのカーブ、豊岡方分岐器からは北へのカーブと反向した線形となっている。駅舎側（北側）のホームを上下本線とした一線スルーになってはいるものの、カーブがあるため当駅通過列車は速度制限を受ける。停車列車については、通常は上下別でホームを使い分けるが、通過列車との行き違い待ちの場合は上下線とも駅舎反対側のホームを使用していた。互いのホームは豊岡方の踏切で往来する。
2014年（平成26年）3月下旬、ホームの駅名標が、しだれ桜の写真をあしらったものにリニューアルされた。ただし、WILLER TRAINSへの移管後の対応は不明。

### のりば
| のりば | 路線    | 方向 | 行先                   |
| ------ | ------- | ---- | ---------------------- |
| 1      | ■宮舞線 | 下り | 宮津・天橋立・峰山方面 |
| 2      | ■宮舞線 | 上り | 西舞鶴方面             |

上記の路線名は旅客案内上の名称（愛称）で表記している。
付記事項
- かつては駅舎側のホーム（上りホーム）が1番のりばと扱われていたが、WILLER TRAINSへの移管以降に下り線側からの付番に改められ、駅舎反対側のホームが1番のりばとなった。

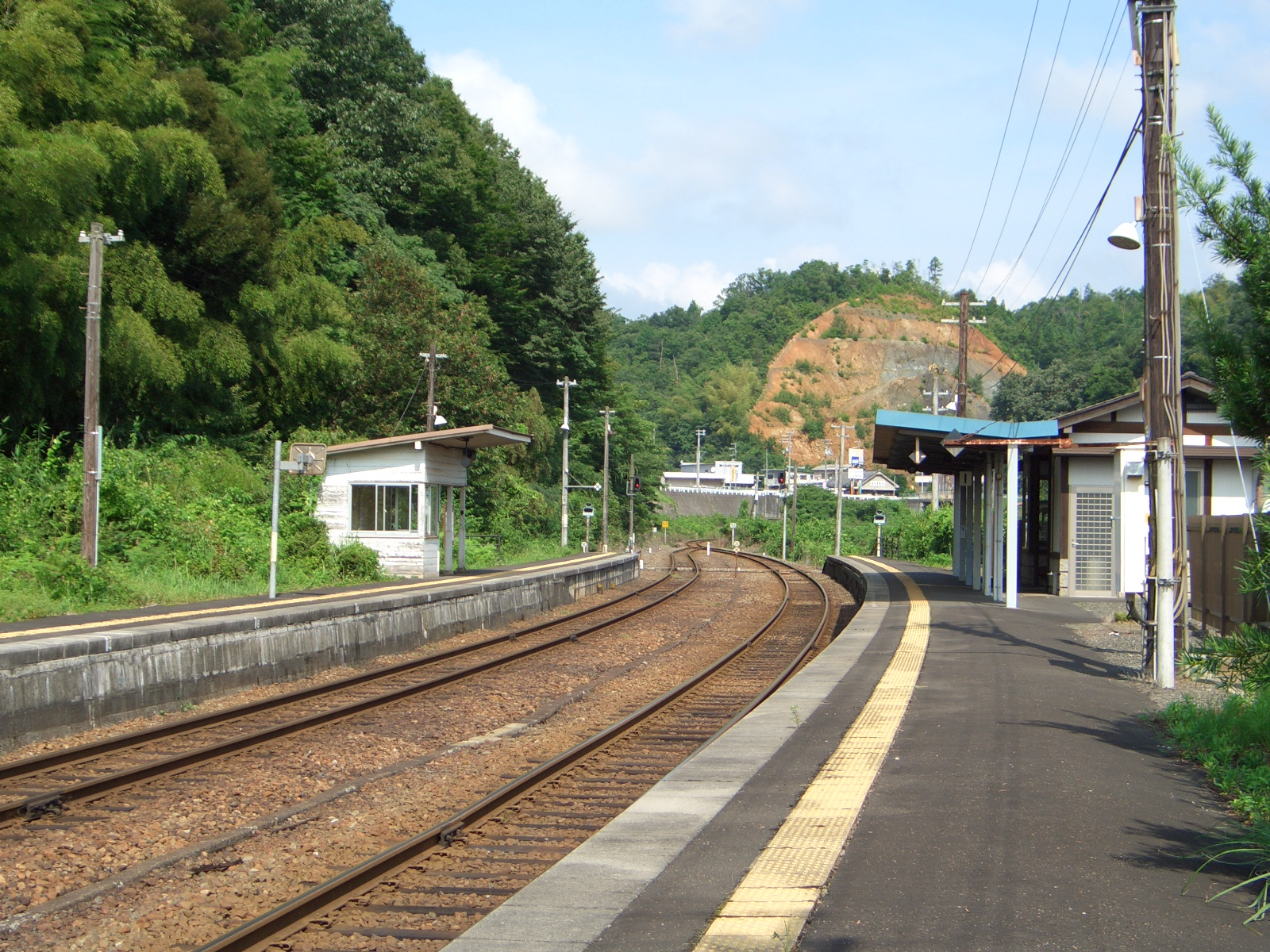
ホーム（2008年8月）

## 利用状況
1日の平均乗車人員は以下の通りである。
| 乗車人員推移 | 乗車人員推移 |
| 年度         | 1日平均人数  |
| ------------ | ------------ |
| 1999         | 16           |
| 2000         | 19           |
| 2001         | 19           |
| 2002         | 14           |
| 2003         | 8            |
| 2004         | 11           |
| 2005         | 14           |
| 2006         | 14           |
| 2007         | 14           |
| 2008         | 14           |
| 2009         | 16           |
| 2010         | 19           |
| 2011         | 27           |
| 2012         | 16           |
| 2013         | 16           |
| 2014         | 19           |
| 2015         | 25           |
| 2016         | 27           |
| 2017         | 19           |
| 2018         | 16           |
| 2019         | 19           |

## 駅周辺
山間にある駅であり、西舞鶴駅から続いていた町並みは駅北東にある上福井地区で途切れる。駅から北へ少し離れた所を国道175号が通っており、国道と駅の間は狭い道路（京都府道567号線）で結ばれている。宮舞線の列車は国道175号と立体交差した後、由良川の東にある山に沿って東雲と丹後神崎の各駅へ向かう。ちなみに、福井川は国道と駅の間を結ぶ道路（京都府道567号線）の途中で交差する河川の名称である。
- 福井城跡[5]
- 八幡神社
- 一盃水地蔵尊[6]
- 舞鶴市上下水道部上福井浄水場
- 国道175号
- 京都府道490号物部西舞鶴線
- 京都府道567号地頭四所停車場線
- 京都府道568号念仏峠線
- 京都交通「四所」停留所 - 国道175号沿い
- 福井川

## 隣の駅
WILLER TRAINS（京都丹後鉄道）
■宮舞線（宮津線）
快速（上りのみ運転）
通過
快速「丹後あおまつ」（下りのみ運転）・普通
西舞鶴駅 (M8) - 四所駅 (M9) - 東雲駅 (M10)